# باور (ترانه شر)
«باور» تک‌آهنگی از هنرمند اهل ایالات متحده آمریکا شر است که در ۱۹ اکتبر ۱۹۹۸ منتشر شد.
این تک‌آهنگ در چارت‌های والونیا، فرانسه، سوئیس، نروژ، استرالیا، سوئد، فلاندرز، نیوزلند، در رتبه اول و در چارت‌های، فنلاند، اتریش جزو ده ترانه اول قرار گرفت.